# (5308) Hutchison
(5308) Hutchison est un astéroïde de la ceinture principale.

## Description
(5308) Hutchison est un astéroïde de la ceinture principale. Il fut découvert le 28 février 1981 à Siding Spring par Schelte J. Bus. Il présente une orbite caractérisée par un demi-grand axe de 2,66 UA, une excentricité de 0,20 et une inclinaison de 11,9° par rapport à l'écliptique.

## Compléments